# العلاقات الأوزبكستانية الناوروية
العلاقات الأوزبكستانية الناوروية هي العلاقات الثنائية التي تجمع بين أوزبكستان وناورو.

## مقارنة بين البلدين
هذه مقارنة عامة ومرجعية للدولتين:
| وجه المقارنة                                              | أوزبكستان       | ناورو                          |
| --------------------------------------------------------- | --------------- | ------------------------------ |
| المساحة (كم2)                                             | 448.98 ألف      | 21                             |
| عدد السكان (نسمة)                                         | 32.39 مليون     | 10.08 ألف                      |
| الكثافة السكانية (ن./كم²)                                 | 72.14           | 48.00 ألف                      |
| العاصمة                                                   | طشقند           | ضاحية يارين                    |
| اللغة الرسمية                                             | اللغة الأوزبكية | اللغة الناورونية، لغة إنجليزية |
| العملة                                                    | سوم أوزبكستاني  | دولار أسترالي                  |
| الناتج المحلي الإجمالي (بليون دولار)                      | 48.72 مليار     | 113.88 مليون                   |
| الناتج المحلي الإجمالي (تعادل القوة الشرائية) بليون دولار | 190.50 مليار    | 162.98 مليون                   |
| الناتج المحلي الإجمالي الاسمي للفرد دولار أمريكي          | 2.13 ألف        | 9.83 ألف                       |
| الناتج المحلي الإجمالي للفرد دولار أمريكي                 | 5.57 ألف        |                                |
| مؤشر التنمية البشرية                                      | 0.675           |                                |
| رمز المكالمات الدولي                                      | +998            | +674                           |
| رمز الإنترنت                                              | .uz             | .nr                            |
| المنطقة الزمنية                                           | ت ع م+05:00     | ت ع م+12:00                    |

## منظمات دولية مشتركة
يشترك البلدان في عضوية مجموعة من المنظمات الدولية، منها:
| علم المنظمة | اسم المنظمة                   | تاريخ انضمام أوزبكستان | تاريخ انضمام ناورو |
| ----------- | ----------------------------- | ---------------------- | ------------------ |
|             | يونسكو                        | 26 أكتوبر 1993         | 17 أكتوبر 1996     |
|             | الاتحاد البريدي العالمي       | ?                      | ?                  |
|             | منظمة الشرطة الجنائية الدولية | ?                      | ?                  |
|             | الأمم المتحدة                 | 2 مارس 1992            | 14 سبتمبر 1999     |
|             | بنك التنمية الآسيوي           | 1995                   | 1991               |
|             | الاتحاد الدولي للاتصالات      | 10 يوليو 1992          | 10 يونيو 1969      |
|             | منظمة حظر الأسلحة الكيميائية  | ?                      | ?                  |

## وصلات خارجية
- موقع وزارة الخارجية الأوزبكستانية